# Monika Kołodziejska
Monika Kołodziejska-Mrówka (ur. 6 marca 1979) – polska lekkoatletka specjalizująca się w rzucie oszczepem. 

## Kariera
W 1996 odpadła w eliminacjach podczas mistrzostw świata juniorów, a dwa lata później podczas kolejnej edycji juniorskich mistrzostw świata była dziewiąta. Tuż za podium – na czwartym miejscu – uplasowała się na młodzieżowych mistrzostwach Europy w Amsterdamie (2001).
Reprezentantka Polski w pucharze Europy. 
Wielokrotna finalistka mistrzostw Polski seniorów ma w dorobku dwa medale z tej imprezy – złoty (Bydgoszcz 2001) oraz brązowy (Biała Podlaska 2005).
Rekord życiowy: 60,75 (2 czerwca 2001, Biała Podlaska) – rezultat ten przez prawie 15 lat był rekordem Polski do lat 23. 

## Osiągnięcia
| Rok  | Impreza                        | Miejsce   | Pozycja           | Wynik |
| ---- | ------------------------------ | --------- | ----------------- | ----- |
| 1996 | Mistrzostwa świata juniorów    | Sydney    | el. – 14. miejsce | 50,08 |
| 1998 | Mistrzostwa świata juniorów    | Annecy    | 9. miejsce        | 51,31 |
| 2001 | I liga pucharu Europy          | Vaasa     | 3. miejsce        | 58,26 |
| 2001 | Młodzieżowe mistrzostwa Europy | Amsterdam | 4. miejsce        | 54,44 |